# Djonlèra
Djonlèra est une localité du département de Iolonioro, dans la province du Bougouriba (région du Sud-Ouest) au Burkina Faso. En 2006, cette localité comptait 512 habitants dont 56.8% de femmes.